# Super High Roller Bowl 2015

Logo des Super High Roller Bowl 2015

Der Super High Roller Bowl 2015 war die erste Austragung dieses Pokerturniers. Er wurde vom 2. bis 4. Juli 2015 im Aria Resort & Casino in Paradise am Las Vegas Strip ausgespielt und war mit seinem Buy-in von 500.000 US-Dollar das teuerste Pokerturnier des Jahres 2015.

## Struktur

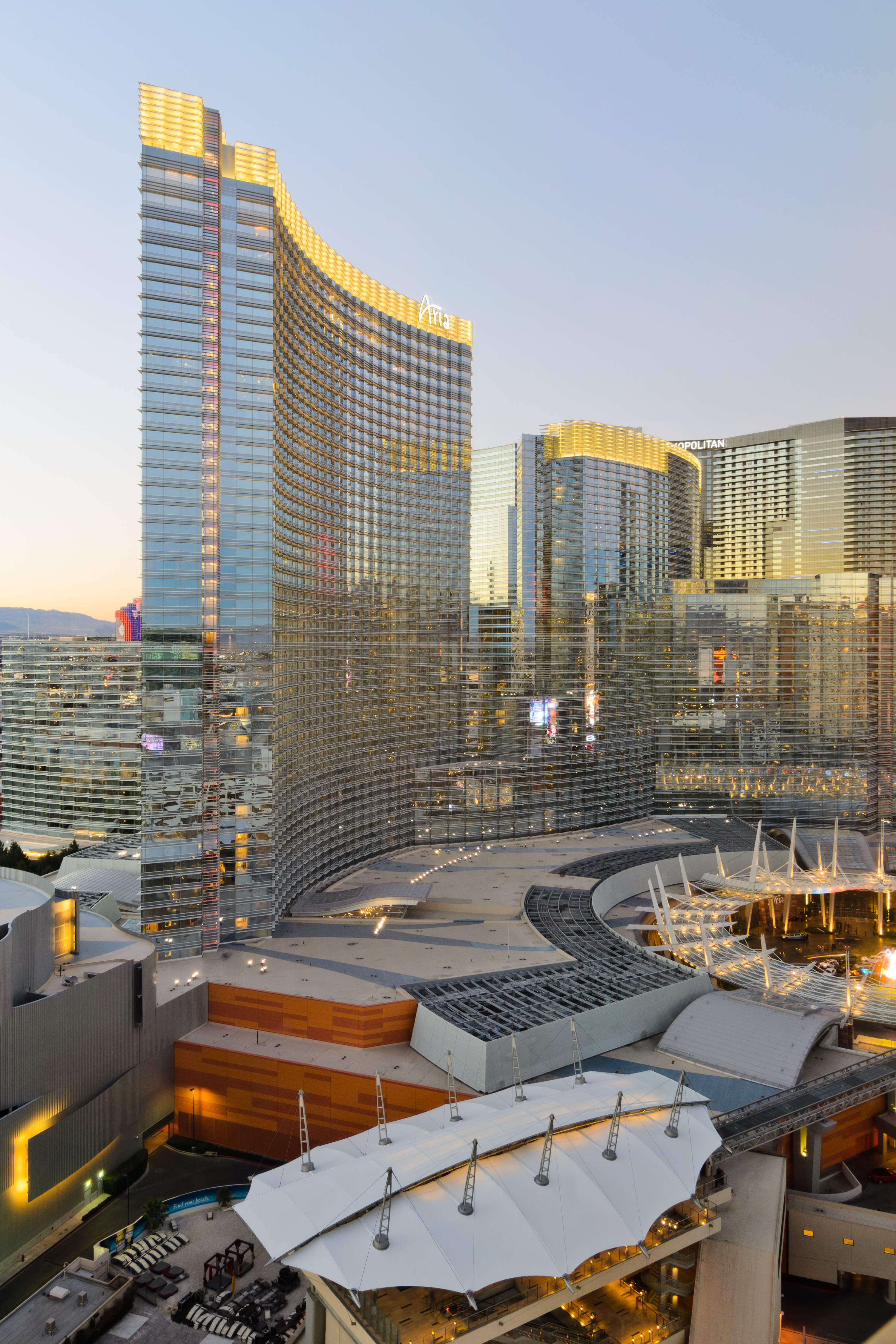
Aria Resort & Casino (2013)

Das Turnier in der Variante No Limit Hold’em wurde vom 2. bis 4. Juli 2015 gespielt. Das Buy-in lag bei 500.000 US-Dollar. Insgesamt nahmen 43 Spieler teil, die einen Preispool von 21,5 Millionen US-Dollar generierten.

## Teilnehmer
Die 43 Spieler lauteten:
| - Max Altergott - Jean-Robert Bellande - Daniel Cates - Joseph Cheong - Stanley Choi - Daniel Colman - Connor Drinan - Tom Dwan | - Antonio Esfandiari - Ryan Fee - Phil Galfond - Tom Hall - Isaac Haxton - Phil Hellmuth - Fedor Holz - Phil Ivey | - Cary Katz - Byron Kaverman - Igor Kurganow - Timofei Kusnezow - Keith Lehr - Jason Les - Andrew Lichtenberger - Tom Marchese | - Jason Mercier - Sorel Mizzi - Daniel Negreanu - Paul Newey - David Peters - Doug Polk - Fabian Quoss - Brian Rast | - Tobias Reinkemeier - Andrew Robl - David Sands - Ole Schemion - Noah Schwartz - Erik Seidel - Scott Seiver - Roger Sippl | - Dan Smith - Sam Soverel - Christoph Vogelsang |

## Ergebnisse

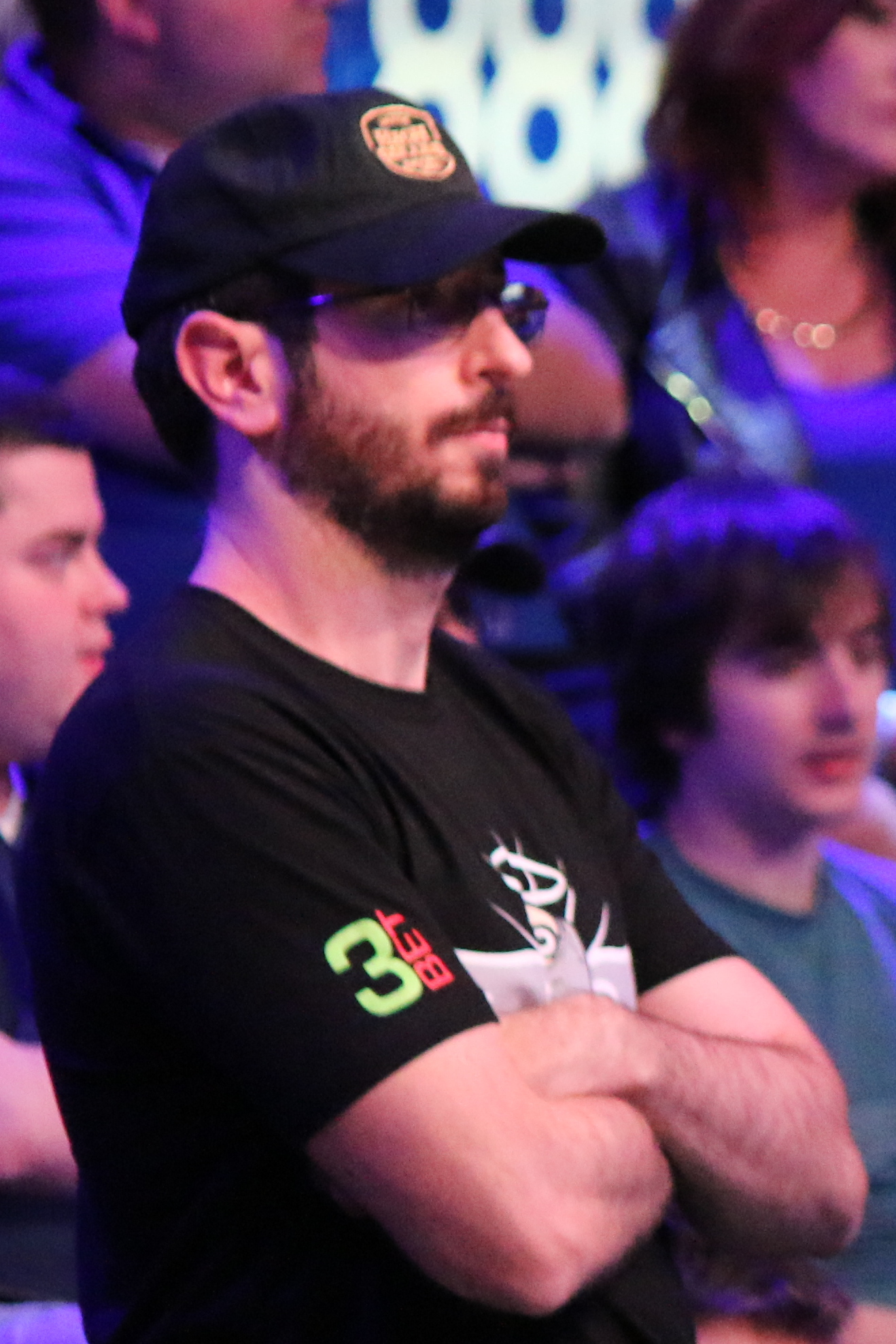
Brian Rast (2016)

Für die Teilnehmer gab es sieben bezahlte Plätze:
| Platz | Herkunft           | Spieler          | Preisgeld (in $) |
| ----- | ------------------ | ---------------- | ---------------- |
| 1     | Vereinigte Staaten | Brian Rast       | 7.525.000        |
| 2     | Vereinigte Staaten | Scott Seiver     | 5.160.000        |
| 3     | Vereinigte Staaten | Connor Drinan    | 3.225.000        |
| 4     | Russland           | Timofei Kusnezow | 2.150.000        |
| 5     | Vereinigte Staaten | David Peters     | 1.505.000        |
| 6     | Vereinigte Staaten | Tom Marchese     | 1.075.000        |
| 7     | Vereinigte Staaten | Erik Seidel      | 0.860.000        |